# الوحدة العربية (صحيفة)
الوحدة العربية هي جريدة يومية عربية سياسية جامعة، صدرت عام 1933 م في مدينة القدس، فلسطين. كان صاحب الجريدة إميل الغوري، رئيس التحرير المسؤول كان نافذ الحسيني، وكان يوسف فرنسيس سكرتير التحرير. وقد صدر منها بعض الأعداد باللغة الأنجليزية عام 1934 م. اتخذت الصحيفة خطًا احتجاجيًا انتقدت فيه السياسات الحكومية تجاه الفلسطينيين وخاصة تجاه حرية الصحافة التي كانت تعاني من تقييدات الرقابة الحكومية وإغلاق الصحف.